# SMS Schleswig-Holstein
O SMS Schleswig-Holstein foi um couraçado pré-dreadnought operado inicialmente pela Marinha Imperial Alemã e depois também pelas sucessoras Marinha do Império e Marinha de Guerra. Foi a quinta e última embarcação da Classe Deutschland, depois do SMS Deutschland, SMS Hannover, SMS Pommern e SMS Schlesien. Sua construção começou em agosto de 1905 na Germaniawerft e foi lançado ao mar em dezembro do ano seguinte, sendo comissionado em julho de 1908. Era armado com uma bateria principal composta por quatro canhões de 283 milímetros, tinha um deslocamento de mais de catorze mil toneladas e conseguia alcançar uma velocidade máxima de dezenove nós.
O Schleswig-Holstein passou a maior parte de seu início de carreira realizando exercícios de treinamento. Ele serviu com a Frota de Alto-Mar durante a Primeira Guerra Mundial, participando em maio-junho de 1916 da Batalha da Jutlândia, quando foi atingido uma vez por navios britânicos. A embarcação depois disso foi relegada a funções de guarda no rio Elba até ser descomissionado em maio de 1917. A Alemanha foi derrotada em 1918 e o Schleswig-Holstein foi um dos poucos couraçados que o país pode manter sob os termos do Tratado de Versalhes. Ele foi reformado na década de 1920 e voltou a ativa em 1926, sendo convertido em 1935 em um navio-escola para cadetes navais.
Na Segunda Guerra Mundial, o Schleswig-Holstein participou da invasão da Polônia em setembro de 1939 e disparou os primeiros tiros da guerra, quando bombardeaou a base polonesa em Westerplatte. Em abril de 1940 deu apoio para a invasão da Dinamarca, participando da captura de algumas cidades. Depois disso a embarcação foi tirada da linha de frente e usada como um navio-escola pela maior parte do restante da guerra. Ele foi afundado em dezembro de 1944 por um ataque aéreo britânico contra Gotenhafen. Seus destroços foram reflutuados pelos soviéticos depois do fim da guerra e rebocados para a União Soviética, onde foram usados como alvo de tiro até meados da década de 1960.